# Les Champs-Géraux
 Les Champs-Géraux (en bretó Maez-Geraod, gal·ló Lez Chaunt-Jéraud) és un municipi francès, situat a la regió de Bretanya, al departament de Costes del Nord. L'any 1999 tenia 960 habitants.

## Demografia
| 1962                                       | 1968 | 1975 | 1982 | 1990 | 1999 |
| ------------------------------------------ | ---- | ---- | ---- | ---- | ---- |
| 860                                        | 943  | 934  | 961  | 943  | 960  |
| Des de 1962: població sense dobles comptes |      |      |      |      |      |

## Administració
| Període | Identitat     | Partit |
| ------- | ------------- | ------ |
| 1995-   | Georges Lucas |        |